# Helizität
Die Helizität {\displaystyle h\!\,} (altgriechisch ἕλιξ helix, deutsch ‚das Gewundene‘) ist in der Teilchenphysik die Komponente des Spins eines Teilchens, die in Richtung seines Impulses, d. h. in Bewegungsrichtung, weist.

## Definitionen
Die Helizität ist definiert als
{\displaystyle h={\vec {S}}\cdot {\hat {p}}},
wobei {\displaystyle {\vec {S}}} den Vektor des Spins und {\displaystyle {\hat {p}}={\vec {p}}/|{\vec {p}}|} die Impulsrichtung bezeichnet.
- Für ein massebehaftetes Teilchen mit Gesamtspin S kann die Helizität 2S + 1 verschiedene Eigenwerte annehmen (vgl. Multiplizität):
  - für ganzzahlige S: −S, −S+1, …, 0, …, S−1, S
  - für halbzahlige S: −S, −S+1, …, −1/2, +1/2, …, S−1, S
- Für ein masseloses Teilchen, das sich stets mit Lichtgeschwindigkeit bewegt, sind nur die beiden Werte −S und +S möglich; die Helizität fällt in diesem Fall bis auf einen Faktor S mit der Chiralität zusammen; für ein nahezu masseloses Teilchen (Bewegung mit nahezu Lichtgeschwindigkeit) gilt dies näherungsweise.

Manchmal wird die Helizität auch als die Komponente des Gesamtdrehimpulses {\displaystyle {\vec {J}}} in Impulsrichtung definiert:
{\displaystyle \Leftrightarrow h\,=\,{\vec {J}}\cdot {\hat {p}}}.
Die beiden Definitionen sind äquivalent, weil der Bahndrehimpuls {\displaystyle {\vec {L}}}, der Spin und Gesamtdrehimpuls verknüpft, immer senkrecht auf dem Impulsvektor steht und daher nicht zum Skalarprodukt beitragen kann ({\displaystyle {\vec {L}}\cdot {\hat {p}}=0}).
Für ein masseloses Teilchen ist die Helizität die Proportionalitätskonstante zwischen dem Viererimpuls des Teilchens und dessen Pauli-Lubanski-Pseudovektor:
{\displaystyle W^{\mu }=hp^{\mu }}.

## Anschauliche Beschreibung

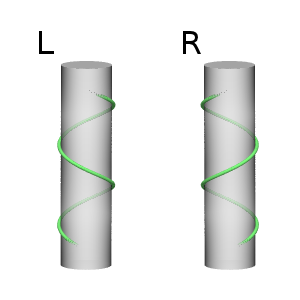
L: linkshändige Schraubenlinie (Helix),
R: rechtshändige Schraubenlinie

Anschaulich definiert die Helizität den Drehsinn oder die Händigkeit eines Teilchens. Betrachtet man den Begriff im Sinne der klassischen Mechanik, so bedeutet positive Helizität, dass die Drehachse des Teilchens nach „vorne“, d. h. in Bewegungsrichtung, geneigt ist. Die Richtung der Drehachse ist dabei so festgelegt, dass die Drehung des Teilchens in Richtung der Finger der rechten Hand erfolgt, wenn der Daumen derselben Hand in Richtung der Drehachse zeigt. Betrachtete man die Bahn eines Punktes auf der Oberfläche eines solchen klassischen Teilchens, so durchliefe dieser eine „rechtshändige Schraubenlinie“, wie man sie vom Gewinde einer üblichen Schraube kennt. Teilchen mit positiver Helizität bezeichnet man daher als rechtshändig, solche mit negativer Helizität entsprechend als linkshändig.
| Spinrichtung überwiegend geneigt... | Helizität | Schraubenlinie (in Abb.) | gilt unter schwacher Wechselwirkung für... |
| ----------------------------------- | --------- | ------------------------ | ------------------------------------------ |
| in Impuls-/ Bewegungsrichtung       | positiv   | rechtshändig (R)         | masselose Antiteilchen                     |
| entgegen Impuls-/ Bewegungsrichtung | negativ   | linkshändig (L)          | masselose Teilchen                         |

1. ↑  s. u. Helizität und Quantentheorie

Hierbei ist allerdings zu beachten, dass es sich um Analogiebetrachtungen zur Veranschaulichung handelt, die die wahre quantenmechanische Natur der Teilchen nicht vollständig wiedergeben.

## Helizität und Relativitätstheorie
Im Rahmen der Relativitätstheorie ist die Helizität nur für masselose Teilchen (die sich stets mit Lichtgeschwindigkeit bewegen) eindeutig bestimmt. Für alle massebehafteten Teilchen dagegen lässt sich immer ein Bezugssystem wählen, das das Teilchen „überholt“, wodurch sich die Richtung seines Impulses und damit seine Helizität umkehrt.

## Helizität und Quantenfeldtheorie
Da die Helizität nicht Lorentz-invariant ist, ist sie in der Quantenfeldtheorie nur mit Einschränkungen einsetzbar. Allerdings sind Helizität und Chiralität:
- für masselose Teilchen äquivalent zueinander
- für masselose Antiteilchen entgegengesetzt.

Daher verwendet man in der Quantenfeldtheorie die Lorentz-invariante Größe der Chiralität: Den geladenen Strömen der schwachen Wechselwirkung (Austausch von W-Bosonen) unterliegen nur Teilchen mit linkshändiger Chiralität. Für die Helizität heißt das, dass nur (masselose) Teilchen mit negativer Helizität und Antiteilchen mit positiver Helizität geladen schwach wechselwirken können.
So nahm man lange an, dass es nur linkshändige Neutrinos und rechtshändige Antineutrinos gibt, da für sie experimentell keine Masse nachgewiesen werden konnte. Aus der Entdeckung der Neutrinooszillationen lässt sich jedoch ableiten, dass Neutrinos eine nicht verschwindende Masse besitzen. Daraus folgt nach aktuellem physikalischem Verständnis, dass es auch rechtshändige Neutrinos und linkshändige Antineutrinos geben muss. Eine weitere Folge einer von Null verschiedenen Masse ist, dass Neutrinos sich nicht ganz mit Lichtgeschwindigkeit bewegen.

## Konsequenzen
Bei verschiedenen Prozessen der Kern- und  Teilchenphysik wirkt sich die Helizität auf die Reaktionswahrscheinlichkeit aus:

### Mott-Streuung
Wenn ein spinbehaftetes Teilchen (z. B. ein Elektron) an einem Atomkern gestreut wird, bleibt die Helizität erhalten. Im Fall einer Ablenkung um 180° würde dies aber ein „Umklappen“ des Spins erfordern. Der hierzu erforderliche Drehimpulsübertrag kann nicht aus dem Bahndrehimpuls stammen, weil dieser senkrecht zur Spinkomponente in Flugrichtung ist. Wechselwirkung mit dem Spin des Targets könnte dieses „Umklappen“ ermöglichen. Wenn das Target aber keinen Spin trägt (Mott-Streuung), ist die Streuung gegenüber der Streuung eines spinlosen Projektils (Rutherford-Streuung) umso stärker unterdrückt, je größer der Ablenkwinkel ist. Im relativistischen Grenzfall ist die Ablenkung um 180° komplett unterdrückt.

### Zerfall des Pions
Das geladene Pion zerfällt gemäß der Reaktionen
{\displaystyle \pi ^{-}\rightarrow \mathrm {e} ^{-}+{\bar {\nu }}_{\mathrm {e} }\ \ } und
{\displaystyle \pi ^{-}\rightarrow \mu ^{-}+{\bar {\nu }}_{\mu }\,}.
Aufgrund der Massenverhältnisse (mπ = 273 me) ist das Elektron hochrelativistisch (v/c ≈ 1), wohingegen das Myon (mπ = 1,3 mμ) eine geringere Geschwindigkeit hat (v/c ≈ 0,27). Die Helizität der Antineutrinos (die hier als masselos betrachtet werden können) ist positiv.  Da das Pion keinen Spin trägt und die Zerfallsteilchen sich in entgegengesetzte Richtungen bewegen, müssen aufgrund der Drehimpulserhaltung Elektron bzw. Myon ebenfalls positive Helizität haben. Die schwache Wechselwirkung, die den Zerfall bewirkt, koppelt aber nur an Elektronen und Myonen linkshändiger Chiralität. Da das hochrelativistische Elektron nur eine sehr kleine linkshändige Komponente hat, ist der elektronische Zerfall gegenüber dem myonischen Zerfall stark unterdrückt (Faktor 1 : 8000).